# (3731) Hancock
(3731) Hancock es un asteroide que forma parte del cinturón exterior de asteroides y fue descubierto por el equipo del Observatorio Perth desde el observatorio homónimo de Bickley, Australia, el 20 de febrero de 1984.

## Designación y nombre
Hancock fue designado al principio como 1984 DH1.
Posteriormente, en 1993, se nombró en honor del empresario australiano Lang Hancock (1909-1992).

## Características orbitales
Hancock está situado a una distancia media del Sol de 3,228 ua, pudiendo acercarse hasta 2,852 ua y alejarse hasta 3,604 ua. Tiene una inclinación orbital de 21,57 grados y una excentricidad de 0,1165. Emplea 2118 días en completar una órbita alrededor del Sol.

## Características físicas
La magnitud absoluta de Hancock es 10,7. Tiene un periodo de rotación de 6,712 horas y 49,28 km de diámetro. Su albedo se estima en 0,0552.